# Cronologia della storia dell'Abruzzo
La pagina mostra la cronologia della storia dell'Abruzzo, dalle origini ai fatti più recenti.

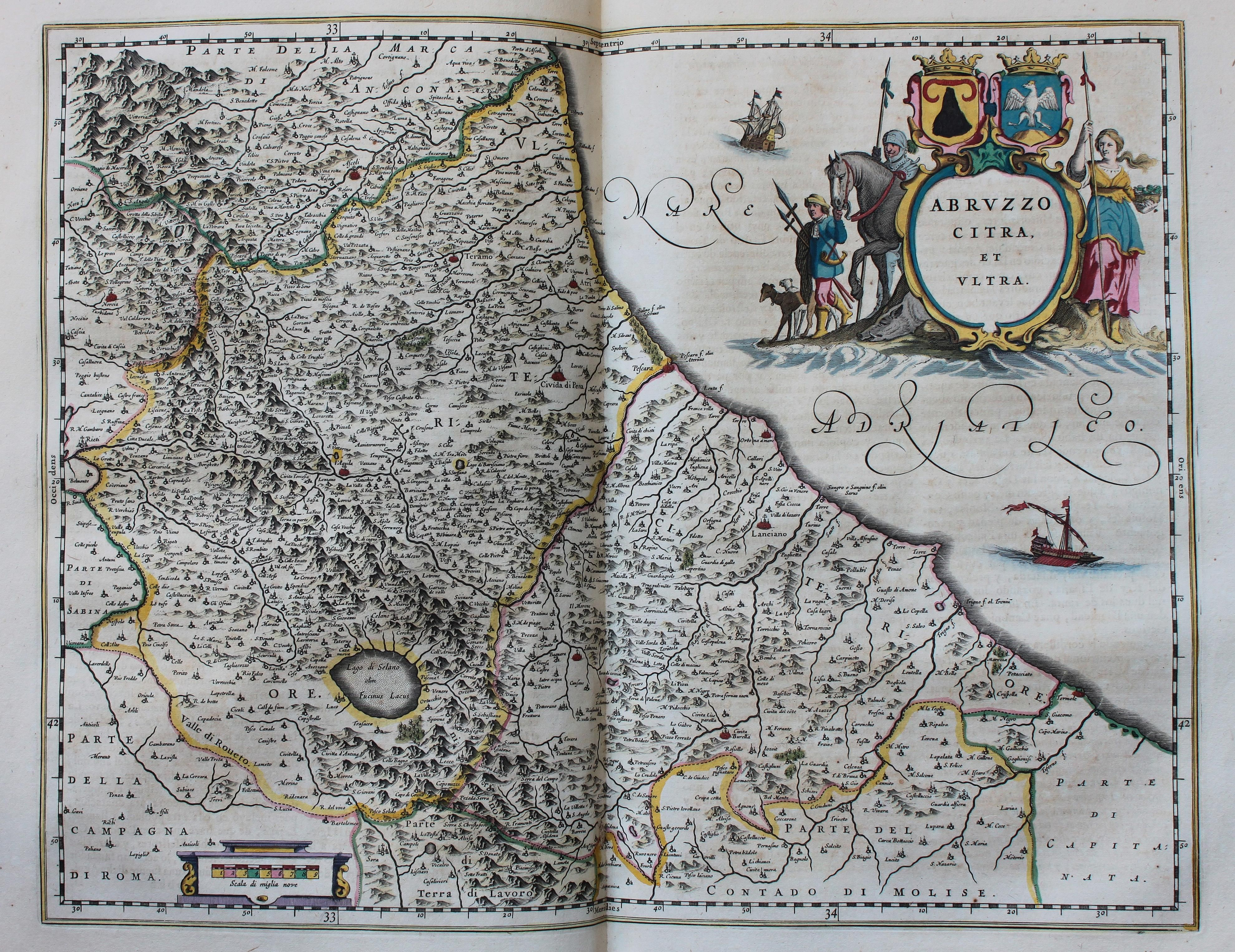
Cartina geografica degli Abruzzi in una stampa del 1659

## Dalle origini agli italici Sanniti
- 11 maggio 1181 a.C.: fondazione mitica di Teate (Chieti) da parte dei guerrieri Achei, seguaci di Achille nella guerra di Troia. Il piede di Achille viene rappresentato ancora oggi nello stemma della città di Chieti, ritenuta la città più antica abruzzese[1].
- 1180 a.C.: l'antico eroe troiano Solima, compagno di Enea, miticamente fondò le città di Solima-Sulmo (Sulmona) e di Anxia, che poi cambiò i nomi in Anxanon (greco), Anxanum (in latino) e Lanzano (in medievale), ossia l'attuale Lanciano. Quest'ultima ebbe nome in memoria di Anxa fratello di Solima[2].
- 1000 a.C.: mitica fondazione dai fenici di Petrut-Pretut-Interamnea Pretutia/Pretutianum-Pretutia (Teramo)
- VIII secolo a.C. circa: fondazione dai liburni di Truentum-Castrum Truentinum (Tortoreto)
- VIII secolo a.C. circa: fondazione di Hatria (Atri)
- VIII secolo a.C. circa: fondazione dai sabini di Amiternum

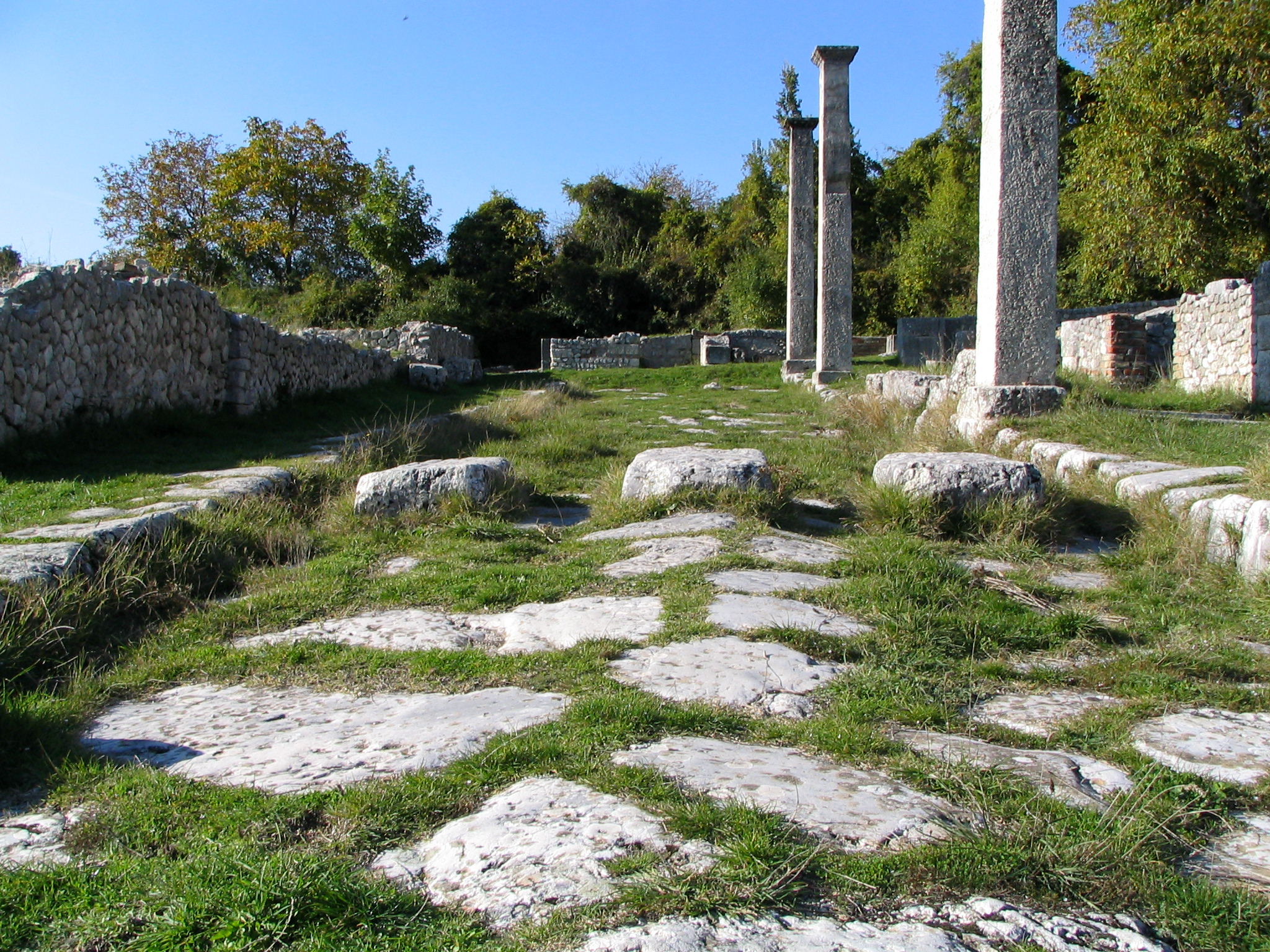
Strada romana ad Alba Fucens

- VIII - VI secolo a.C.: Popolamento dell'Appennino abruzzese da parte di popoli pastorali sabini, seguendo il rito del Ver Sacrum (primavera sacra), con il quale si consacravano agli dei i nati durante la primavera. Essi, una volta divenuti adulti, lasciavano il proprio territorio per colonizzare una nuova terra, costituendo così un nuovo popolo. Le nuove tribù si consacravano nel nome di una divinità: Pico per i piceni, Marte per i marsi, Vesta per i vestini.

## Periodo italico e romano
- 435 a.C.: i romani conquistano Anxanum (l'odierna Lanciano) che diviene prima colonia romana e poi municipium
- 325 a.C.: nel corso della seconda guerra sannitica, una coalizione di vestini, peligni, marrucini e frentani viene sconfitta dai romani.

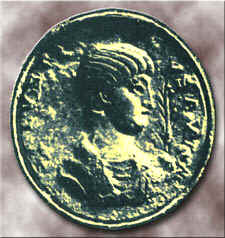
Effigie di Sallustio in un medaglione

- 304 a.C.: i romani fondano la colonia di Alba Fucens[3]
- 290 a.C.: dopo la battaglia di Camerino, tra piceni-romani contro i sanniti, le popolazioni dell'Abruzzo entrano a far parte come alleati dello stato romano.
- 286 a.C.: il console Marco Valerio Massimo completa la via consolare Tiburtina che poi diventa Tiburtina-Valeria in suo onore. L'Abruzzo e l'Adriatico sono collegati a Roma. La strada passa in mezzo a Teate (l'attuale Corso Marrucino a Chieti) e termina a Ostia Aterni (il porto dell'Aterno, dov'è ora Pescara).
- 168 a.C.: terminata la Terza guerra macedonica, il re di Macedonia fu portato in carcere ad Alba, e come testimonia Sallustio, fu ucciso, mentre che dormisse. Venne sepolto poco lontano da Magliano de' Marsi  Tomba di Perseo, su mapmaker.google.com.
- 142 - 117 a.C.: costruzione della Via Cecilia.
- 91- 89 a.C.: Nella Guerra sociale contro Roma gli italici mettono in campo un esercito di 100.000 guerrieri, il gruppo dei Marsi è capeggiato da Quinto Poppedio Silone e Gavio Papio Mutilo; Il comandante Marrucino Asinio Herio muore sconfitto da Gaio Mario
- 91 a.C.: Corfinium è la capitale della lega italica. È di questo periodo la prima attestazione storica del nome "Italia", rinvenuto infatti per la prima volta su una moneta della lega sociale con capitale a Corfinium.
- 89 a.C.: la Lex Plautia Papiria dà la cittadinanza romana a tutti i popoli italici.
- costruzione della via Traiana.
- colonie romane a Anxanum, Alba Fucens, Castrum Novum e Castrum Truentum.
- 86 a.C.: nascita di Sallustio a Amiternum.
- 85 a.C.: Teate diventa capoluogo della neo costituita unità amministrativa romana "Tribus Arnensis", il futuro Abruzzo Citeriore.
- 76 a.C.: nascita di Asinio Pollione a Teate.
- 43 a.C.: nascita di Ovidio a Sulmo.

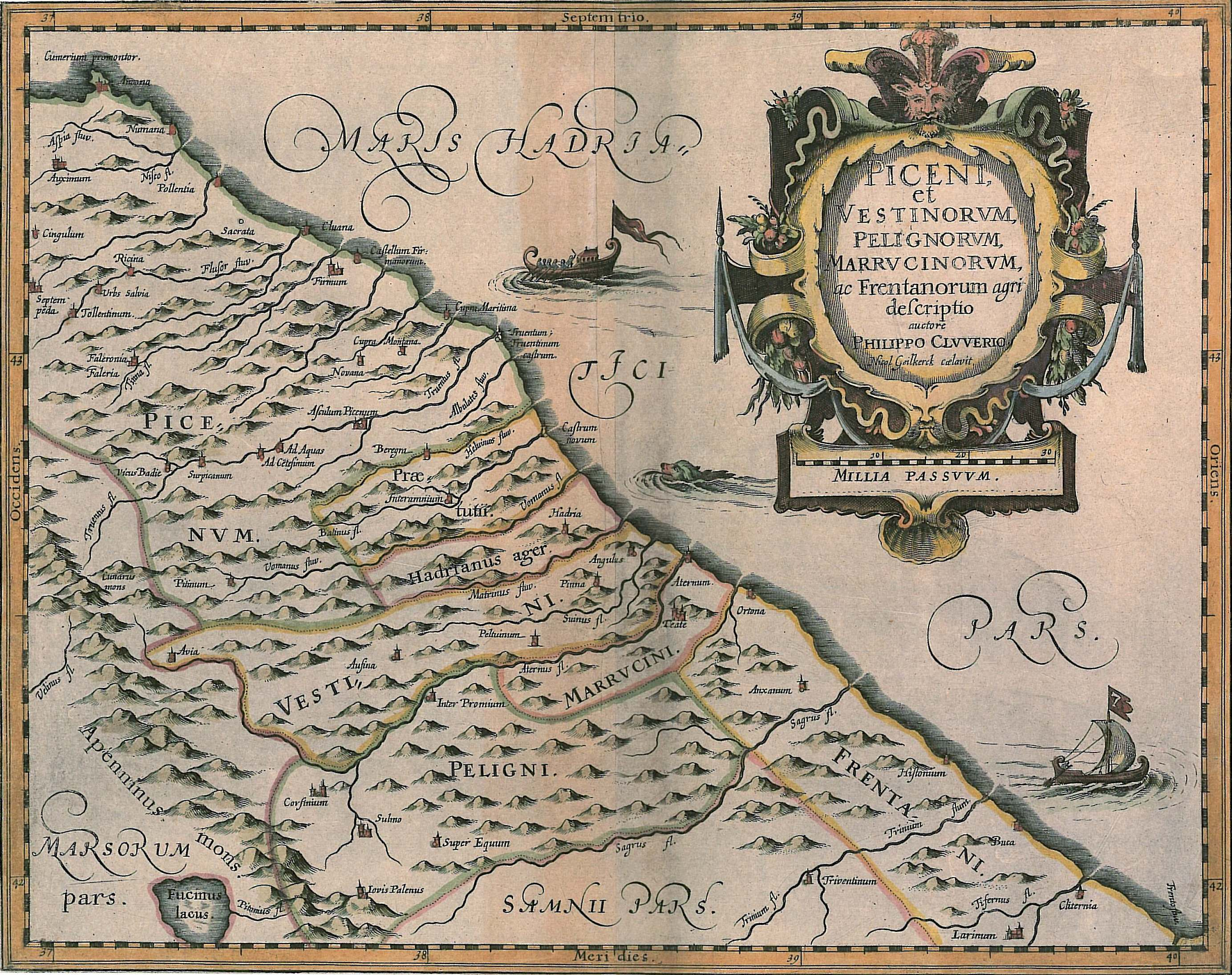
Popolazioni italiche in Abruzzo

- Augusto divide l'Abruzzo tra le regioni Picenum e Samnium, gran parte della terra oggi conosciuta era nella Regio IV Samnium.
- 41 d.C.: l'imperatore Claudio avvia le opere per il primo prosciugamento del lago Fucino realizzando l'emissario ipogeo e i Cunicoli di Claudio tra Avezzano e Capistrello e l'Incile del Fucino.
- 47 - 49 d.C.: l'imperatore Claudio costruisce la via Claudia Nova, e rimette a nuovo la Valeria.
- 68 d.C.: Secondo l'Historia Augusta, Teate sarebbe stata colpita da un terremoto, ma il testo non fornisce ulteriori informazioni[4][senza fonte].
- 101 d.C.: terremoto a San Valentino in Abruzzo Citeriore.

## Dalla caduta di Roma al Mille
- 540: morte del Vescovo San Giustino di Chieti e costruzione della cattedrale omonima. Nel VII secolo nasce la Diocesi di Chieti, molto influente nel territorio abruzzese.

700 circa: Muore il Vescovo San Panfilo di Sulmona, e viene costruita una Cattedrale in suo onore. La leggenda racconta che il padre ordinò a Panfilo di salire sopra un carro e di scendere da Pacile fino alla valle del fiume Gizio. In quel punto la montagna era molto ripida e il carro sarebbe precipitato. Invece, sembra che le ruote del carro siano affondate nella roccia, in modo che Panfilo potesse scendere lentamente a valle. Si racconta che ancora oggi si possono scorgere, sui fianchi del monte, le orme dei buoi e le scanalature prodotte dalle ruote del carro.

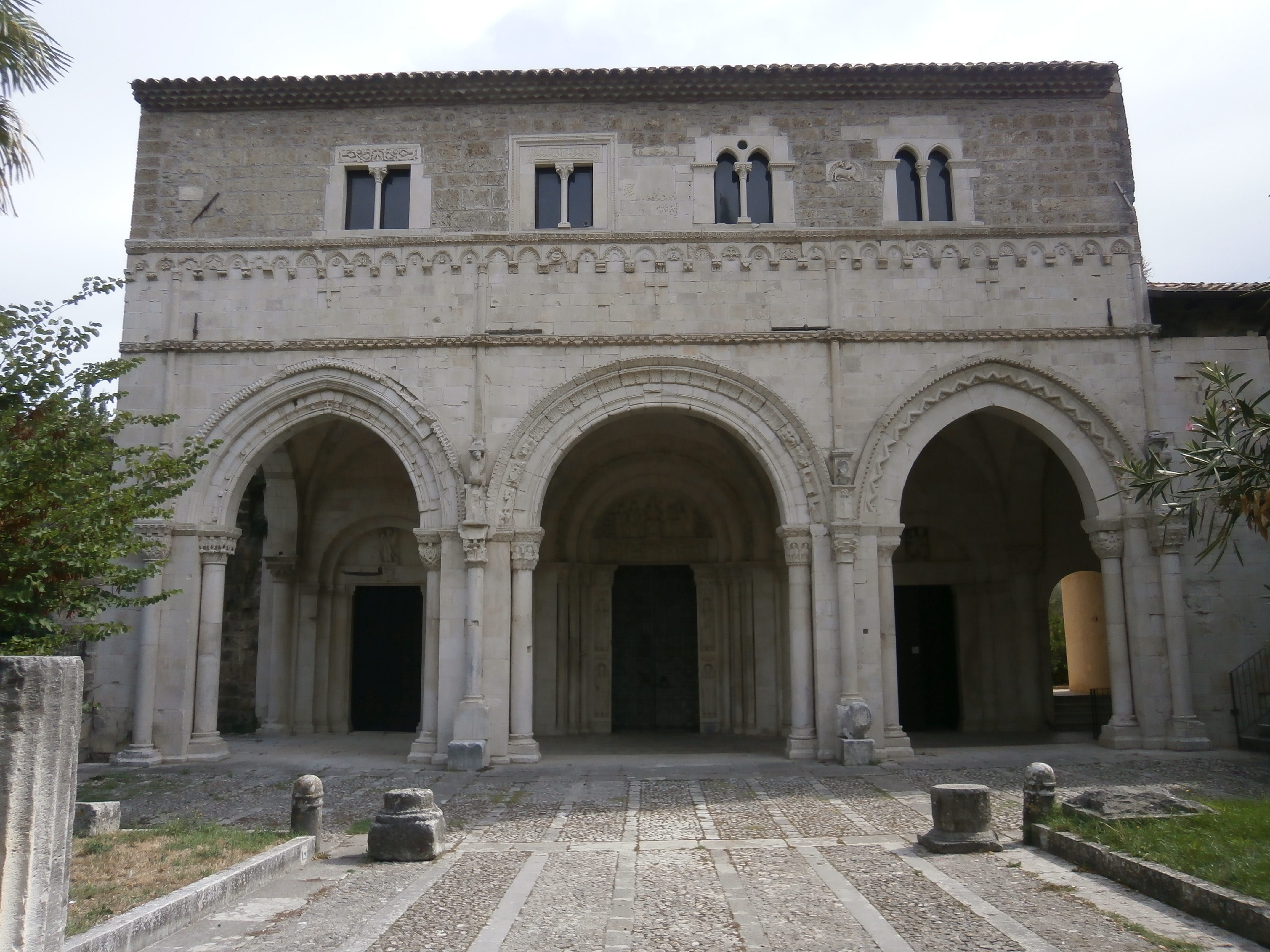
Abbazia di San Clemente a Casauria

- 754: Pipino III, padre di Carlo Magno, distrugge Teate.
- VIII secolo: Secondo la leggenda, a Lanciano un monaco basiliano del Convento di San Legonziano, non credendo nel miracolo dell'ostia consacrata, vede trasformarsi l'ostia in carne e il vino in sangue. Si manifesta il Miracolo eucaristico di Lanciano, nonché primo miracolo eucaristico della storia cristiana[5]. Presto la notizia si spande, e giungono pellegrini addirittura da Roma in vista al vecchio convento.
- 802: Histonium (Vasto) viene spugnata dai Franchi. Inizialmente appartiene al Ducato di Benevento, e successivamente, con l'arrivo dei Longobardi, al conte d'Aimone. La città romana è modificata profondamente e ricostruita ex novo, prendendo il nome di Guasto d'Aimone, mentre il rione dell'anfiteatro romano e di Santa Maria Maggiore viene chiamato Guasto Gisone.
- 920: l'Abbazia di San Clemente a Casauria viene saccheggiata dai saraceni. I pirati si spostano anche nella costa teatina, attaccando la Basilica di San Marco al mare di Ortona, e le Abbazie di San Giovanni in Venere e Santo Stefano in Rivomaris. Inizio della costruzione del centro fortificato di Rocca San Giovanni, per la prevenzione di attacchi al monastero di San Giovanni.
- 936: inizia la dinastia dei conti dei Marsi. La loro origine è attribuita al conte Bernardo d'Italia, nipote di Carlo Magno[6]. Dominazione dei centri arroccati nella Marsica, in primis il castello di Celano e la roccaforte di Ortucchio, e in seguito il castello di Pescina.
- XI secolo: nascita di San Berardo dei Marsi a Colli di Monte Bove. Il vescovo appartiene alla famiglia dei conti, e muore in odore di santità, venendo venerato immediatamente nella romanica Cattedrale di Santa Sabina. Presto diventa santo patrono della Marsica.
- 936-1143: indipendenza della Contea dei Marsi come stato autonomo sotto la direzione della famiglia Berardi.

Nel X secolo i Bizantini riconquistano la Puglia settentrionale e il Gargano, ridando impulso allo sviluppo dei centri costieri che aprono al commercio marittimo le comunità agrarie della retrostante regione collinare. Gli sconvolgimenti politici del territorio Bizantino, nell'XI secolo, sono estranei ai porti abruzzesi, i quali possono sfruttare a loro vantaggio la crescente domanda di viveri da parte di Venezia, con la quale inizia una discreta relazione commerciale fino al consolidamento delle città portuali che avverrà con Federico II.
- 19 dicembre 1122: nasce San Berardo da Pagliara. Divenne vescovo di Teramo e alla sua morte gli verrà dedicata la Cattedrale.
- 1143: I Normanni conquistano la Contea dei Marsi
- 1144: Prima menzione del Molise. Il conte di Bojano Ugo II, assume il titolo di conte di Molise. Deriva dal nome del capostipite della dinastia normanna dei conti di Bojano, Raoul de' Moulins, italianizzato in Rodolfo de Molisio[7]. Il contado comprendeva pressoché l'intera attuale provincia di Campobasso, eccezione per il territorio di Isernia.

## Il Duecento

Regno di Sicilia nel 1154

- XII secolo: Il territorio dell'Abruzzo coi normanni entra a far parte del regno di Sicilia.
- 1222: Federico II di Svevia distrugge Celano, e riunifica l'Abruzzo in un'unica provincia con capoluogo Sulmona. Era costituita dal territorio dei sette antichi gastaldati longobardi, e il gastaldato dell'Aprutium dava il nome all'intera provincia. Il nuovo territorio riunito è chiamato Giustizierato d'Abruzzo, pienamente operativo però dal 1233, successivamente diviso in due tronconi, separati dal fiume Pescara: Abruzzo Citeriore e Abruzzo Ulteriore.

Durante il regno di Federico II si ebbe la costruzione di eccezionali opere civili, come l'acquedotto medioevale di Sulmona, uno dei monumenti dell'epoca più importanti dell'Abruzzo. Sulmona diventa una città fiorente, per bellezza architettonica e cultura nei monasteri. Vengono abbellite la Cattedrale e le chiese di San Francesco della Scarpa e Santa Maria della Tomba, tanto da conquistarsi presto l'appellativo di Siena degli Abruzzi. Federico, nella sua opera di ricostruzione dei vecchi castelli normanni, giunge attraverso la costa a Ortona e Vasto, ricostruendo i castelli, fino a Termoli, essendo compresa nell'Abruzzo Citra, costruendo il poderoso Castello Svevo.
- 1230: Federico II concede ai signori della conca aquilana (Bazzano, Roio, Camarda, Paganica, Assergi, Coppito) di fondare la città di Aquila (L'Aquila). La sua fondazione però, secondo Buccio di Ranallo, è posticipata al 1254, sotto l'aria di leggenda, che è raffigurata dai 99 mascheroni della Fontana delle 99 cannelle, rappresentanti i signori dei vari castelli attigui che si unirono per la costruzione.
- 6 settembre 1258: Il capitano ortonese Leone Acciaiuoli parte per una spedizione nell'isola di Chio da Ortona, con il compito di cercare le sacre reliquie di San Tommaso Apostolo. Trova la tomba nell'isola greca, e riporta la lapide antica con le ossa nella Cattedrale a Ortona, sotto solenni cerimonie. San Tommaso diventerà il santo patrono della città marinara. Inizio delle ostilità con Lanciano per il possesso della breve fascia costiera di San Vito Chietino, dove costruire un nuovo porto per il traffico commerciale.
- 23 agosto 1268: Battaglia di Tagliacozzo (o di Scurcola, o dei Piani Palentini), battaglia citata da Dante Alighieri, con il motivo della rivalità tra ghibellini e angioini: Corradino di Svevia erede diretto della corona di Sicilia viene sconfitto da Carlo I d'Angiò che s'insedia quale nuovo re di Sicilia e dà origine alla nuova dinastia degli Angio' di Sicilia.
- 1273: Carlo I d'Angiò divide il territorio tra l'Aprutium Ulteriore e Citeriore, con linea di confine il fiume Pescara-Aterno. Il 5 ottobre 1273 Carlo I d'Angiò sancì col diploma di Alife la suddivisione dell'Abruzzo, considerato un distretto troppo esteso per essere ben amministrato e difeso, trovandosi all'estremo limite settentrionale del regno. Si preferì seguire un confine naturale, il corso del fiume Pescara, determinando a nord il "Giustizierato d'Abruzzo Ulteriore" (Ultra flumine Piscaria), e a sud il "Giustizierato d'Abruzzo Citeriore" (Citra flumine Piscaria), con capitale Chieti.

### Eremitaggio di Pietro da Morrone, o Celestino V
- Prima del 1239: Pietro da Morrone svolge l'antica attività eremitica nelle grotte della Majella, dapprima sul versante orientale di Fara San Martino, poi giungendo al versante occidentale da Palena, arrivando a Sulmona. Alcuni confratelli lo imitano nella valle di Serramonacesca, fondando altri eremi.
- 1239: L'asceta Pietro da Morrone si ritira in eremitaggio in una caverna del monte Morrone presso Sulmona, dove sorgerà l'eremo di Sant'Onofrio.
- 1244: Pietro da Morrone fonda la Congregazione dei frati celestini e l'Abbazia di Santo Spirito al Morrone, presso Sulmona.
- 24 agosto 1294: Pietro da Morrone viene eletto papa col nome di Celestino V, l'investitura avviene nella chiesa di Santa Maria di Collemaggio all'Aquila.

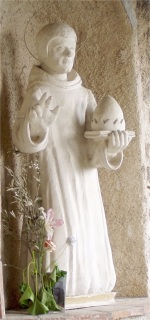
Statua raffigurante Celestino V

Uno dei primi atti ufficiali del nuovo papa fu l'emissione della cosiddetta "Bolla del Perdono", bolla che elargisce l'indulgenza plenaria a tutti coloro che confessati e pentiti dei propri peccati si rechino nella basilica di Santa Maria di Collemaggio della città dell'Aquila dai vespri del 28 agosto al tramonto del 29. In pratica Celestino V istituì a Collemaggio il primo vero Giubileo, successivamente copiato dal successore (per molti usurpatore) per bloccare l'afflusso di pellegrini verso Aquila. Fu così istituita la Perdonanza, celebrazione religiosa ancora oggi tenuta nel capoluogo abruzzese.
Il nuovo Pontefice si affidò, incondizionatamente, nelle mani di Carlo d'Angiò, nominandolo "maresciallo" del futuro Conclave. Ratificò immediatamente il trattato tra Carlo d'Angiò e Giacomo II d'Aragona, mediante il quale fu stabilito che, alla morte di quest'ultimo, la Sicilia sarebbe ritornata agli angioini.
- 18 settembre 1294: Papa Celestino indisse il suo primo e unico Concistoro, nominando ben 13 nuovi Cardinali.

Dietro consiglio di Carlo d'Angiò, trasferì la sede della Curia dall'Aquila a Napoli fissando la sua residenza in Castel Nuovo, ove fu allestita una piccola stanza, arredata in modo molto spartano e dove egli si ritirava spesso a pregare e a meditare.
- 13 dicembre 1294: Circa quattro mesi dopo la sua incoronazione, nonostante i numerosi tentativi di dissuasione avanzati da Carlo d'Angiò, il 13 dicembre 1294, Celestino V, nel corso di un Concistoro, diede lettura di una bolla, appositamente preparata per l'occasione, nella quale si contemplava la possibilità di una abdicazione del Pontefice per gravi motivi. Dopo di che recitò la formula della rinuncia al Soglio Pontificio.

Pietro da Morrone, dopo l'abdicazione, fu rinchiuso nella rocca di Fumone, nel Sud dello Stato Pontificio (attualmente in Provincia di Frosinone), ove morì il 19 maggio 1296.
Temporaneamente trovò sepoltura nel monastero di Sant'Antonio a Ferentino. In seguito le sue spoglie furono traslate nella basilica di Santa Maria di Collemaggio, presso L'Aquila; nella chiesa, cioè, ove era stato incoronato Papa. Pochi anni dopo fu canonizzato da papa Clemente V, a seguito di sollecitazione da parte del re Filippo IV di Francia.

## Il Trecento
- 1302: Pace di Caltabellotta; il regno di Napoli resta agli angioini (Aquila), il regno di Sicilia va agli aragonesi (Ortona).
- 1315: terremoto nell'aquilano. Le prime scosse il 1º febbraio, anche se i maggiori danni si ebbero a partire dal 13 febbraio e proseguiranno, a seguito di ulteriori scosse, per le successive quattro settimane (i fatti sono descritti nelle Cronache aquilane di Buzio di Ranallo). Si stima che a Paganica il sisma sia stato di intensità pari al VIII grado della scala Mercalli.
- 1336: nasce a Sulmona Cosimo de' Migliorati (papa Innocenzo VII).

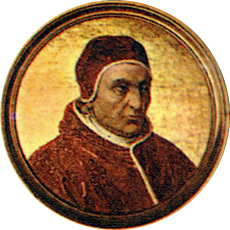
papa Innocenzo VII, nato a Sulmona

- 1340: Lanciano, con 6 500 abitanti è la città più popolosa dell'Abruzzo. Il centro ha una sorta di controllo da "città-stato" nella val di Sangro dell'ex Frentania, come ricca zona commerciale di prodotti agricoli e marittimi. Ogni anno a settembre si svolgono delle fiere del mercato, che attirano i mercanti di tutto il circondario. Inoltre è già meta di pellegrinaggio dall'VIII secolo per il Miracolo eucaristico.
- 1348 - 1349: terremoto sull'Appennino abruzzese. Nel 1348 viene distrutta la Badia di San Clemente a Casauria nella valle della Pescara. Nel 1349 il sisma distrugge quasi completamente L'Aquila. Una prima scossa si generò il 7 settembre 1349 avvertita anche a Roma dove rimase danneggiata la Torre dei Conti e la Torre delle Milizie ai bordi degli antichi Mercati Trajanei e anche la basilica di San Paolo fuori le mura. Altre forti scosse il 9 e 10 settembre fecero gravissimi danni all'Aquila provocando 800 morti e attivando un esodo della popolazione verso le campagne e i villaggi circostanti. I terremoti furono avvertiti nel reatino, nella conca del Fucino e nella Valle Roveto fino a Sora. Si verificarono danni perfino nell'abbazia di Montecassino dove cedette la basilica.[9] Si stima che in quella serie di scosse si sia raggiunta un'intensità pari al X grado della scala Mercalli.

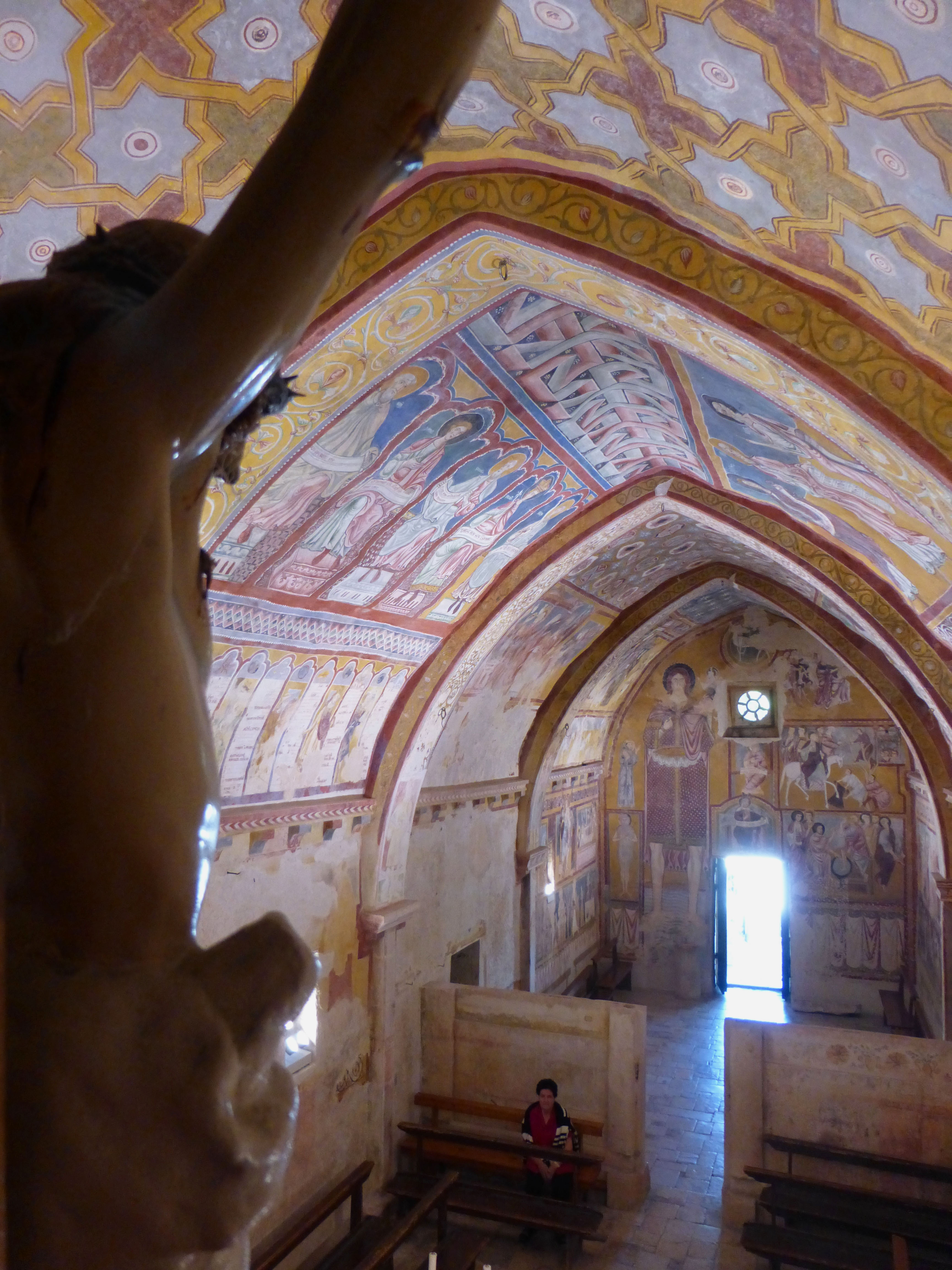
Interno affrescato dell'Oratorio di San Pellegrino di Bominaco

Quando Roberto d'Angiò (1309 – 1343) morì, il regno di Napoli attraversò un periodo di crisi.
Il re Luigi I d'Ungheria, per vendicare il fratello, si lanciò alla conquista del Regno, mentre Giovanna I d'Angiò (1327 - 1382) e il marito si rifugiavano presso la corte papale di Avignone (1348). Quando Luigi I ritirò le sue truppe per l'arrivo della peste nera, Giovanna I tornò a Napoli, subendo, nel 1350, una nuova incursione dell'esercito ungherese, conclusasi anche questa con un nulla di fatto.
- 1360: il Duca d'Andria distrugge Marruvium (ossia San Benedetto).

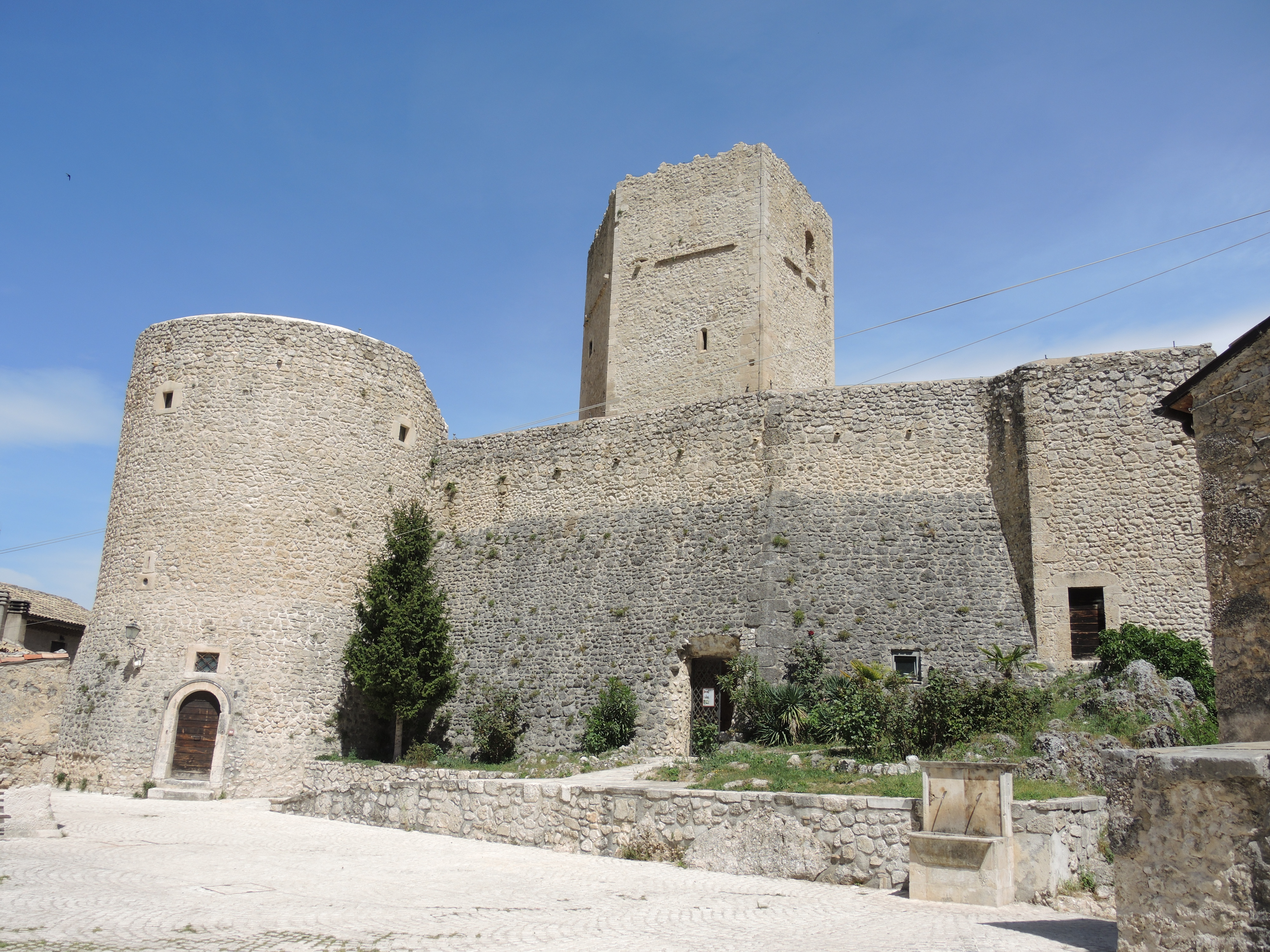
Castello Cantelmo di Pettorano sul Gizio

A partire dal 1380 Giovanna I dovette scontrarsi con il nipote e cognato Carlo di Durazzo: dopo averlo nominato erede al trono, la regina gli aveva revocato i diritti di successione preferendogli il cugino Luigi I d'Angiò, fratello del re di Francia. Carlo di Durazzo fece assassinare la regina (1382) e si impadronì del regno, ma fu assassinato a sua volta nel 1386 in Ungheria.
Salì al trono Giovanna II di Napoli (1414 – 1435), sorella di Ladislao I d'Angiò. Priva di eredi diretti, Giovanna nominò suo successore prima Alfonso, re d'Aragona, e in seguito Renato d'Angiò.
Braccio da Montone andò in aiuto della regina di Napoli, scomunicata dal Papa, controllando tutti i territori dell'Abruzzo e parteggiando per Alfonso V d'Aragona contro gli angioini del ramo francese.
- 1384: terremoto tra Teramo e Atri.
- 1398: terremoto all'Aquila, con danneggiamenti alle costruzioni

## Il Quattrocento

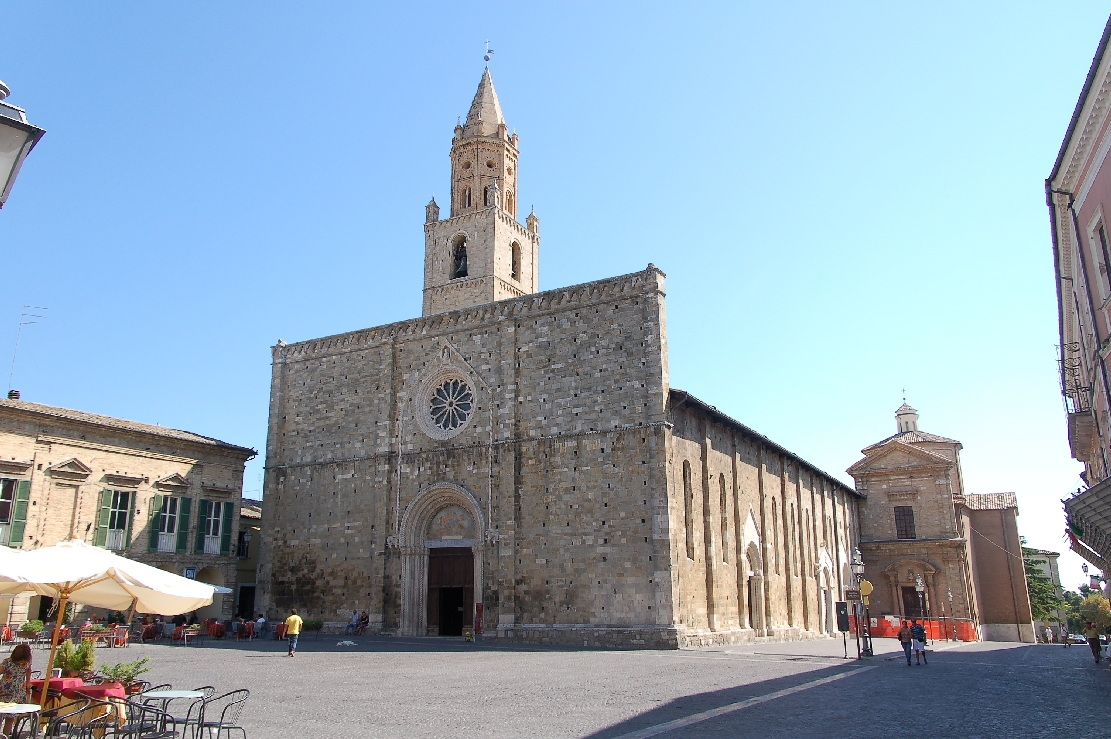
Duomo di Atri

- 1418: estinzione della vecchia dinastia dei Berardi, attuali conti di Celano dopo i Marsi.
- 1420-24: per conto della regina Giovanna II, Braccio da Montone è signore di Teramo.
- 1423: la città dell'Aquila si ribellò, guidata dalla famiglia Camponeschi[10], e Giovanna II diede incarico al condottiero Muzio Attendolo Sforza di andare a riconquistarla. Nel tentativo di guadare il fiume Pescara un suo paggio rischiò di affogare e Muzio, nel tentativo di salvarlo, fu travolto dalle acque.

Scoppio della cosiddetta "Guerra dell'Aquila", nel 1423, in cui Braccio assedia tutti i borghi che fondarono la città nel 1254, riducendoli a rovine, per impedire successivi aiuti per l'assedio dell'Aquila. La città non verrà mai espugnata, secondo la tecnica di Braccio di prenderla per fame, acquartierando le truppe fuori dalle mura. La città viene salvata da Jacopo Caldora e da Antonino Piccolomini.
- 2 giugno 1424: durante la battaglia finale ad Aquila tra aragonesi e angioini, Braccio da Montone rimase gravemente ferito. Non volle cure e pochi giorni dopo morì. Il Papa lo fece seppellire in terra sconsacrata, vi rimase fino al 1432 quando, per iniziativa del nipote Niccolò della Stella Fortebraccio, i suoi resti furono tumulati nella Chiesa di San Francesco al Prato a Perugia.
- Nello stesso anno 1424 viene distrutto il monastero di Bominaco da Braccio, successivamente ridimensionato.
- 1426-27: Sin dal XIII secolo Ortona e la vicina Lanciano iniziarono a vivere pessimi rapporti, fino ad una dichiarata rivalità, per quanto riguardava il dominio del mare fino a Fossacesia. Lanciano, benché fosse nell'entroterra, aveva come città marinara feudataria San Vito Chietino, contesa con Ortona per decenni, essendo il borgo a 7 km dalla città. Nel XV secolo, precisamente nel 1426 esplose una vera e propria guerra di confine tra le due città, dato che gli ortonesi incendiarono una nave nemica. I lancianesi risposero catturando dei mercanti ortonesi, sfregiandoli con il taglio di naso e orecchie, che poi impastarono con mattoni per la fabbricazione di una colonna infame. Tale colonna, secondo le dicerie, sarebbe la terza circolare di un portico in corso Roma a Lanciano, al confine con piazza Plebiscito.

Dato che la guerra aveva avuto inizio, il 17 febbraio 1427 Giovanni da Capestrano fu convocato a Ortona per sancire la pace tra le due città, per mezzo della Diocesi. Infatti tale lodo fu stipulato nella Cattedrale di San Tommaso.
- 1442: gli Abruzzi fanno parte del Regno di Napoli, sotto gli aragonesi. Con Alfonso V d'Aragona il regno di Napoli è unificato a quello di Sicilia. Nel 1442, Napoli, in mano a Renato d'Angiò e assediata dagli Aragonesi, fu costretta alla resa. Questo segnò la fine della dominazione angioina sul meridione d'Italia. Alfonso V d'Aragona, che fu poi detto il Magnanimo, riunificò il regno di Napoli alla Sicilia. Le opere di costruzione di Alfonso sono le mura aragonesi di Lanciano, di cui rimane la fascia di via del Torrione, con la torre cilindrica, la ricostruzione di una delle Torri Montanare sempre di Lanciano, il castello aragonese di Ortona e il Castello ducale di Crecchio, modificato successivamente dalla famiglia De Riseis.
- 1444: Bernardino da Siena giunge all'Aquila da Viterbo, e ammalatosi, muore in odore di santità. Immediatamente diventa santo patrono della città e viene fondata una Basilica in suo onore.
- 1445: fondazione della fortezza di Civitella del Tronto.
- 1455, 1459, 1462: terremoti all'Aquila. Il più grave è quest'ultimo, in cui viene seriamente danneggiata la Basilica di San Bernardino, e ricostruita in forme rinascimentali.
- 1456: forti scosse di terremoto si verificarono negli Abruzzi, specialmente nel Citeriore, con danni e morti specialmente all'Aquila, Ortona e Sulmona. La prima scossa avvenne nella notte tra il 4 e il 5 dicembre e altre ne seguirono nei giorni successivi. (Romanel. Scov. Frent., tomo 2, cap. 22) con rovine di edifici e strage di abitanti. In Teramo (scrive lo storico Muzio Muzj), ...caddero molte case, colla morte di dugento e più persone. Più o meno di danno risentirono le altre città e luoghi del Regno (Murat. ad anno 1456).
- 1461: forte terremoto all'Aquila. L'intensità si stima abbia raggiunto il X grado della scala Mercalli all'Aquila e il grado VIII della scala Mercalli a Lucoli. I Peretti divengono nuovi signori della Contea di Celano.
- 1460-1496: È guerra tra le nobili famiglie romane dei Colonna e degli Orsini per il predominio delle contee di Albe e Tagliacozzo.
- 1472: È portata a compimento la città di fondazione di Giulia Nova, voluta dal duca Giulio Antonio Acquaviva[11]. La città diventa nota in ambito religioso per il Duomo di San Flaviano, dove vengono trasportate le reliquie del santo.
- 1496: I Colonna sono riconosciuti quali nuovi duchi di Tagliacozzo. La contea di Albe cessa di esistere e viene annessa al ducato di Tagliacozzo.

## Il Cinquecento e il Seicento

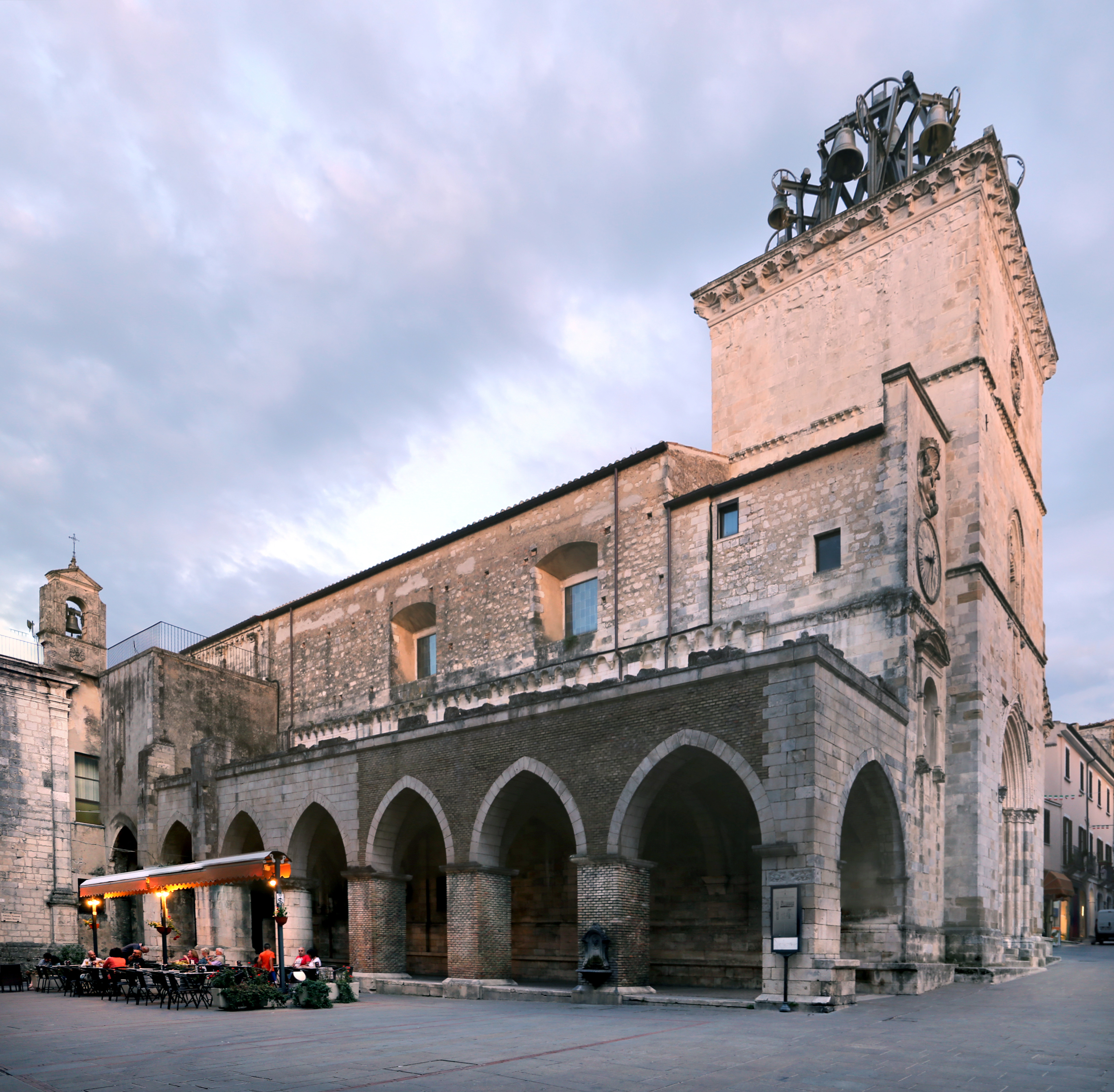
Duomo di Guardiagrele nella costruzione dopo il terremoto della Majella del 1706

- 1501: detronizzazione di Federico I di Napoli, fine degli aragonesi, inizio del dominio spagnolo. Ampliamenti della fortezza di Civitella. Terremoto all'Aquila
- 1506: forti scosse di terremoto in Frentania (circondario di Lanciano). Gravi danni a Ortona dove si registrano tre contrade distrutte e centinaia di morti.
- 1506 circa: Arrivo semi-leggendario di un pellegrino a Manoppello, che consegna al convento francescano un Velo della Veronica in stile fiammingo. Il velo viene iniziato a venerare come il "Volto Santo di Manoppello".
- 1510: Carlo V fonda la città-fortezza di Pescara, costruendo il singolare "Fortino del Pescara" a pianta ottagonale con spigolosi vertici, alternati in quattro maggiori, e quattro minori, per meglio presidiare la foce del Pescara da attacchi ottomani.
- 1534: L'Aquila è in mano al casato asburgico, che restaura alcuni palazzi signorili, alcune porte delle antiche mura medievali, come Porta Bazzano. Ricostruzione ex novo dell'antico presidio fortificato del castello, che verrà denominato "Forte spagnolo", progettato da Pedro Luis Escrivà.
- 1550: nasce a Bucchianico, San Camillo de Lellis
- 1563: terremoto segnalato ad Atri.
- 1566: Il condottiero turco Piyale Paşa saccheggia le coste dell'Abruzzo Citeriore, in particolare la fortezza di Pescara, Ortona, Vasto e Termoli. Il 1º agosto la città ortonese è messa a ferro e fuoco, e viene incendiata la Cattedrale.[12]
- 1572: Margherita d'Austria riceve in possesso vari territori abruzzesi, tra cui L'Aquila, Sulmona, Cittaducale e Ortona, acquistata nel 1582.
- 18 gennaio 1586: Margherita d'Austria muore a Ortona, nel Palazzo Ricciardi, lasciando incompiuto il progetto del Palazzo Farnese.
- 1631: vari terremoti in Abruzzo.
- 1639: terremoto ad Amatrice, Campotosto e località limitrofe. Gravissimi danni nelle zone interessate, fino a Cittareale e Montereale; si stima che il sisma fu del IX grado della scala Mercalli.
- 1646: forti scosse sismiche all'Aquila.
- 1672: terremoto all'Aquila, Montereale e Amatrice.
- 1694: intenso terremoto a Salerno, Potenza e Avellino, con risentimento anche in Abruzzo con danneggiamenti delle città di Lanciano, Ortona, Chieti e altre limitrofe.

## Dal Settecento all'Ottocento
- 2 febbraio 1703: terremoto disastroso all'Aquila (IX grado della scala Mercalli) (con circa 8000 morti), Leonessa, Norcia (2000 morti)[13]. L'epicentro è tra Montereale e Campotosto. A Lucoli si stima che il sisma abbia avuto un'intensità del VIII grado della scala Mercalli. La città aquilana è quasi rasa al suolo, meno le mura e alcune chiese medievali. La città, ricostruita da capo, ha il suo simbolo nella nuova Cattedrale di San Massimo in stile tardo-barocco e neoclassico; ma per lei ha inizio una lunga decadenza, per l'acquisto di potere della vicina chiesa delle Anime Sante.
- 1706: terremoto sulla Maiella, con epicentro a Campo di Giove. Devastati l'aquilano, la Marsica e la conca Peligna. A Pettorano sul Gizio l'intensità del sisma è dell'VIII grado della scala Mercalli. Sulmona è la più colpita, con il crollo della Cattedrale e del Complesso dell'Annunziata. I danni arrivano fino a Guardiagrele, con il crollo del tetto della Cattedrale, e Chieti, con il crollo parziale della torre del Duomo.

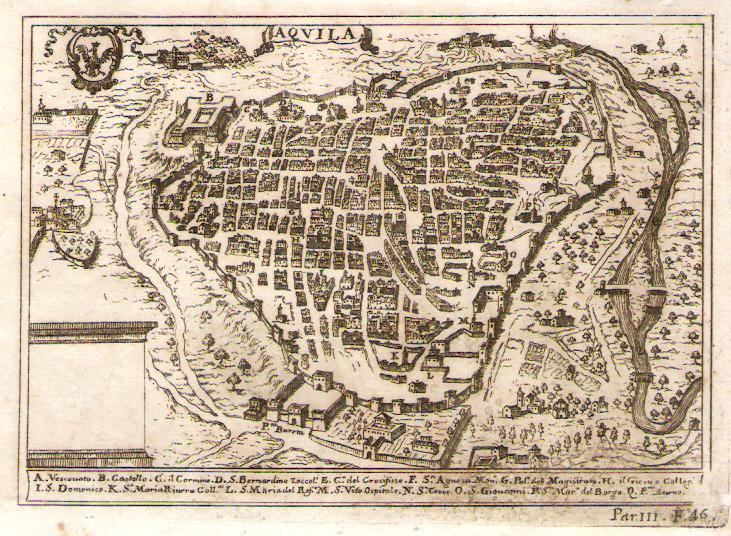
Carta illustrativa dell'Aquila prima del terremoto del 1703

- 1744: nasce a Montorio al Vomano Melchiorre Delfico, illustre filologo teramano, che si occupa della storia del territorio locale.
- 1762: terremoto nell'aquilano con epicentro a Paganica. Viene distrutto il paese di Poggio Picenze. Qui l'intensità stimata è del IX grado della scala Mercalli. Colossale smottamento a Roccamontepiano nel chietino. Il paese viene travolto e distrutto da una frana della Majella. 500 morti su un totale di 2 000 abitanti; rimane in piedi il piccolo Santuario di San Rocco, ricostruito poi negli anni '50 del Novecento.
- 1782: terremoto e frana a Ortona.
- 1786: varie scosse di terremoto nell'aquilano. A San Demetrio ne' Vestini si stima un'intensità dell'VIII grado della scala Mercalli.
- 1789: terremoto all'Aquila e Sulmona. Danni contenuti.
- 1791: terremoto a Lucoli di un'intensità pari all'VIII grado della scala Mercalli.
- 1799-1806: insorgenze antigiacobine in tutto il territorio abruzzese e molisano; ribellione di molti paesi e moti popolari, come a Scerni sotto la guida del barone De Riseis.
- 1803: Forte scossa di terremoto a Teramo.
- 1806-1815: L'Abruzzo viene annesso all'impero di Napoleone. I paesi di Agnone e Forlì del Sannio passano dall'Abruzzo Citeriore al Molise, mentre quest'ultimo perde Castelguidone, ceduto a Vasto. L'intero distretto di Larino dalla Capitanata viene annesso al Molise. L'Abruzzo Ulteriore è suddiviso in Abruzzo Ulteriore Primo e Abruzzo Ulteriore Secondo.
- 1806: abolizione del Feudalesimo in tutto il sud Italia, inizio della crisi per la transumanza abruzzese.
- 1841: scosse sismiche di rilevante intensità ripetute per vari giorni. Danni a Torre de' Passeri, Civitella Casanova e dintorni; Palena (VIII grado della scala Mercalli), Taranta Peligna, Torricella Peligna e luoghi limitrofi.
- 1848: terremoto all'Aquila con danni lievi.
- 1815-1860: L'Abruzzo partecipa allo sviluppo del Regno delle Due Sicilie

## L'Ottocento
- 17 aprile 1817: Nasce a Pescosansonesco Vecchio il futuro beato Nunzio Sulprizio, malato di carie ossea al piede.

1855: il principe Torlonia di Avezzano inizia i lavori di prosciugamento del lago del Fucino, che termina nel 1876. Il vasto campo è colonizzato dalla contrada di Borgo Quattordici, dove risiedono i braccianti per la coltivazione delle patate.
- Il Risorgimento in Abruzzo è rappresentato da Gabriele Rossetti, Silvio Spaventa, Cesare de Horatiis. Nel 1861 con l'unità d'Italia, istituzione della regione Abruzzi, comprendente anche il Molise, con capoluogo Aquila degli Abruzzi (L'Aquila). La provincia del Molise, poi di Campobasso, perde i territori di Pontelandolfo, paese vittima l'anno precedente di una orrenda strage, e di Morcone, passati alla istituenda Provincia di Benevento mentre acquista la campana Venafro.

- 1861 il 20 marzo: dopo duecento drammatici giorni di assedio, capitola la fortezza di Civitella del Tronto, l'ultimo baluardo borbonico a cadere contro l'esercito sabaudo.

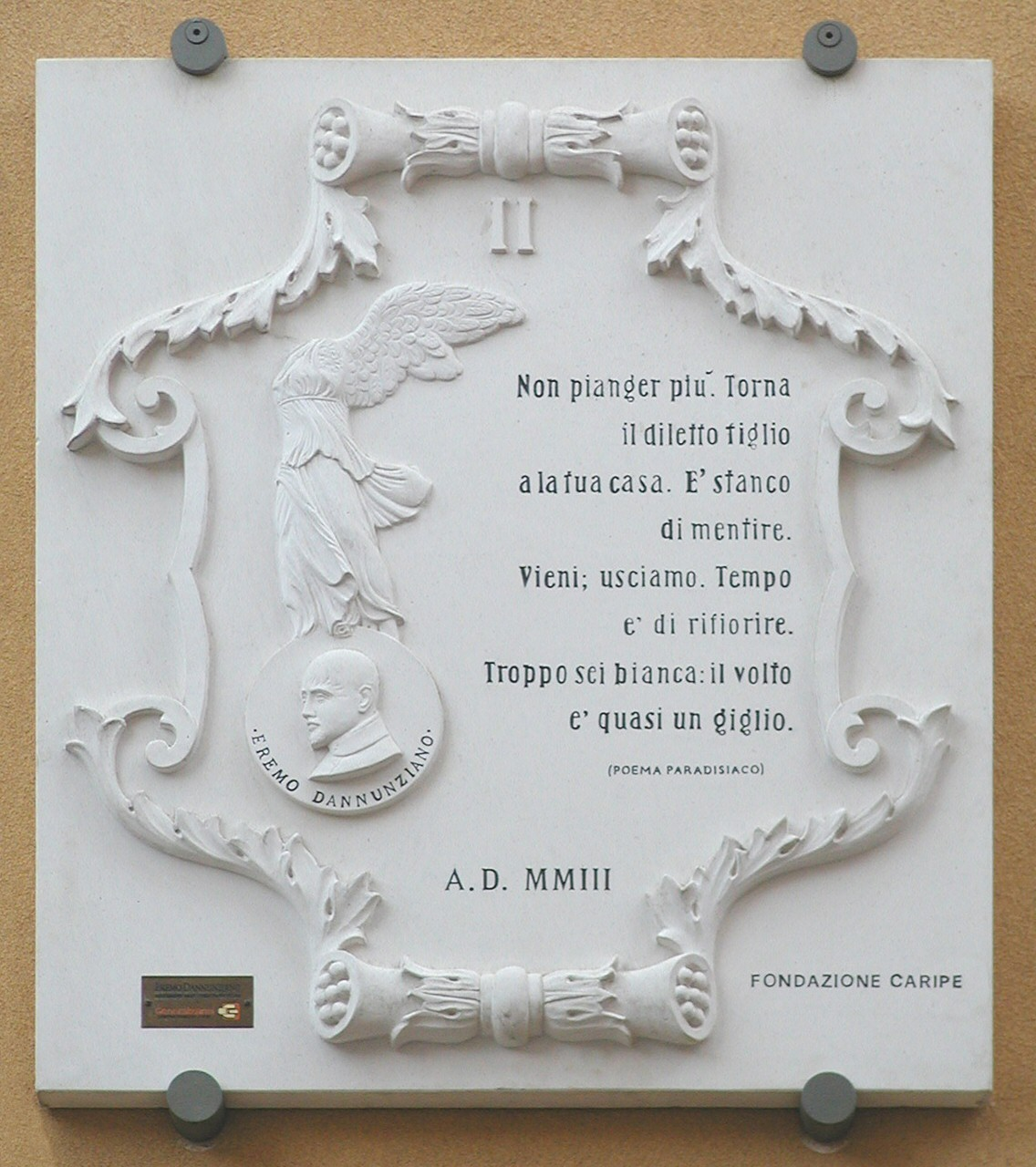
Targa sulla casa natale di Gabriele D'Annunzio a Pescara

- 1861 il 15 dicembre: José Borjes, generale al servizio dell'ormai decaduto regno borbonico ed ex alleato del brigante lucano Carmine Crocco, viene fucilato a Tagliacozzo nel tentativo di raggiungere il re Francesco II.
- 1861-1870: Il peggioramento delle condizioni socio-economiche rispetto al periodo preunitario determina il fenomeno dell'emigrazione e del brigantaggio legittimista: sulla Majella viene scolpita sulla roccia la Tavola dei Briganti con l'iscrizione: Nel 1820 nacque Vittorio Emanuele re d'Italia. Prima era il regno dei fiori, oggi è il regno della miseria. Il brigantaggio inizia nel 1861, furono 1.184 i briganti uccisi solo in Abruzzo a testimonianza della dura repressione del nuovo stato unitario. I gruppi di briganti che operavano nei territori della Majella e del Morrone erano circa una decina, attivi dal 1861 al 1867, che passarono alla storia con la denominazione comune di Banda della Majella. I briganti abruzzesi più famosi erano Antonio La Vella di Sulmona, Pasquale Mancini di Pacentro detto Mercante, i fratelli Marinucci di Sulmona, Fabiano Marcucci detto Primiano di Campo di Giove, Valerio detto Cannone, e poi Colafella, Di Sciascio, Marino e Scenna.
- 27 febbraio 1862: muore a Isola del Gran Sasso d'Italia San Gabriele dell'Addolorata, dove negli ultimi anni si era ritirato per motivi di salute. Nel convento fuori dal paese si sparge la voce della sua santità, e viene presto costruito nel '900 il Santuario i San Gabriele. Nel 1974 verrà iniziata la costruzione del Santuario Nuovo, davanti quello storico.
- 1863: nasce a Pescara Gabriele D'Annunzio.
- 1866: nasce a Pescasseroli Benedetto Croce.
- 1874: terremoto all'Aquila con danni contenuti.
- 1876: fine dei lavori di prosciugamento del lago del Fucino[14].
- 1877: varie campagne di scavi archeologici nella Marsica e nella Conca Peligna dell'archeologo sulmonese Antonio De Nino. Importanti ritrovamenti di edifici e reperti archeologici delle popolazioni italiche Marse e Peligne.
- 1880: sviluppo della città di Avezzano, con l'inaugurazione di campi di coltivazione di patate sulla piana del Fucino.
- 1881: terremoto nell'Abruzzo meridionale, con epicentro vicino a Orsogna. A Lanciano il sisma è stimato nell'VIII grado della scala Mercalli. Danni contenuti, anche se Orsogna è danneggiata.

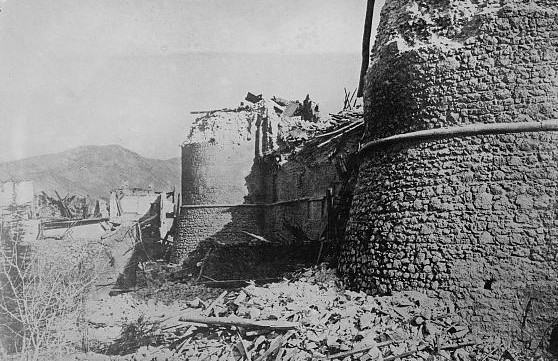
Castello di Avezzano subito dopo il terremoto della Marsica del 1915

- 10 giugno 1884: terremoto sulla costa abruzzese tra Pescara ed Ascoli, avvertito anche nell'entroterra. danni a Penne, Atri e Città Sant'Angelo.
- 1885: terremoto ad Avezzano avvertito anche all'Aquila
- 1888: terremoto a Teramo e dintorni con distruzioni di casali
- 1889: terremoto fra Sulmona e Castel di Sangro con propagazione fino a Cassino. Danni agli edifici. Nello stesso periodo Gabriele D'Annunzio torna in Abruzzo da Roma, essendo ospitato al Convento Michetti di Francavilla. Il convento è un vero e proprio "cenacolo" culturale con membri personalità quali Edoardo Scarfoglio, Matilde Serao, Michetti, d'Annunzio, Francesco Paolo Tosti e Costantino Barbella. Compie un viaggio in settembre a Guardiagrele e San Vito Chietino, comprando una villa sul "promontorio dannunziano". Tale viaggio ispirerà il romanzo Il trionfo della morte (1894)
- 1892: terremoto nella Marsica, avvertito fino all'Aquila e lungo il Cicolano.
- 1895: ripetute scosse di terremoto nell'Aquilano.

## Primo Novecento

Il Palazzo Farnese di Ortona in una foto del 1936

- 1900: nasce a Pescina Ignazio Silone. Lo scrittore marsicano ambienta quasi sempre le sue storie nei borghi del Fucino, evidenziando la condizione di miseria dei proletari durante il fascismo. Nello stesso anno a Pescara nasce Ennio Flaiano.
- 1902: istituzione del Parco Nazionale d'Abruzzo, per conservazione territoriale nella zona tra Pescasseroli e Scanno, fino alla terra di San Vincenzo al Volturno. È il primo parco nazionale italiano.
- 1900 - 1920: grande ondata di emigrazione verso le Americhe
- 1904: terremoto nella Marsica stimato nel IX grado della scala Mercalli. Danni a Magliano de' Marsi.
- 1903: Nuovo viaggio abruzzese di Gabriele D'Annunzio, e visita della Grotta del Cavallone, Casoli e Anversa degli Abruzzi. Composizione delle tragedie La figlia di Iorio (1904) e La fiaccola sotto il moggio (1905), ispirate allo stile di vita rurale abruzzese, fuso con il decadentismo dannunziano.
- 1912-15: Costruzione della Ferrovia Sangritana, con partenza da San Vito Marina e capolinea a Castel di Sangro, passando per la valle del fiume omonimo, con fermata a Lanciano e nella tratta marina a Ortona-Pescara-Francavilla-Vasto[15].
- 13 gennaio 1915: catastrofico Terremoto di Avezzano, con epicentro nel Fucino, stimato con un'intensità dell'XI grado della scala Mercalli[16]. Danni in tutta la conca del Fucino e nella valle del Liri. Distruzione quasi totale di Avezzano e di alcuni centri della Marsica come Albe, Pescina, Magliano de' Marsi e Luco dei Marsi; danni si ebbero anche a Roma e alla basilica di Collemaggio all'Aquila.
- 1917: bombardamento del porto di Pescara, durante la prima guerra mondiale.

## Fascismo
- 1925-1940: emigrazione nelle colonie d'Africa.
- 1926: inaugurazione a Lanciano del nuovo corso Trento e Trieste, costruito per il volere del podestà, in stile liberty e littorio. Negli anni successivi verranno restaurate in stile littorio anche il teatro Fenaroli e la villa comunale.
- 1927: l'Abruzzo, con il regio decreto voluto da Benito Mussolini per il progetto della Grande Aquila, perde 1362 km² (e 70 000 abitanti) cedendo al Lazio 17 comuni, da sempre aquilani, tra cui Amatrice, Antrodoco, Leonessa e Cittaducale. Essi, assieme ai comuni della Sabina, formeranno la nuova provincia laziale di Rieti[17][18]. L'Aquila invece vede accorpati 7 comuni, ridotti a frazioni, tra cui Camarda, Roio, Lucoli e Paganica, arrivando a contare ben 59 contrade.
- 2 gennaio 1927: costituzione della provincia di Pescara: unificazione in "Pescara" dei due centri di Portanuova e Castellammare, e sottrazione di alcuni comuni dal demanio dell'Aquila e di Teramo, per la creazione della provincia. Inizio di lavori di trasformazione urbana della città, in stile littorio, con l'attuazione di un nuovo piano regolatore.
- 1933: terremoto sulla Majella. A Lama dei Peligni l'intensità fu del IX grado della scala Mercalli. Nel pescarese franano i borghi di Salle Vecchia, Alanno e Pescosansonesco Vecchio, che vengono abbandonati per la costruzione nuova dei centri, come "Salle del Littorio" (oggi Salle nuova), Pescosansonesco Nuovo. Alcuni danni anche a Corfinio e Sulmona.
- 1939: la città di Aquila degli Abruzzi cambia il nome in "L'Aquila". Un anno prima il comune di Vasto cambiava il nome secolare di tradizione longobarda in Istoniom riallacciandosi alla tradizione italico romana di Histonium. Nel 1944 tornerà a chiamarsi "Vasto".

## Seconda guerra mondiale

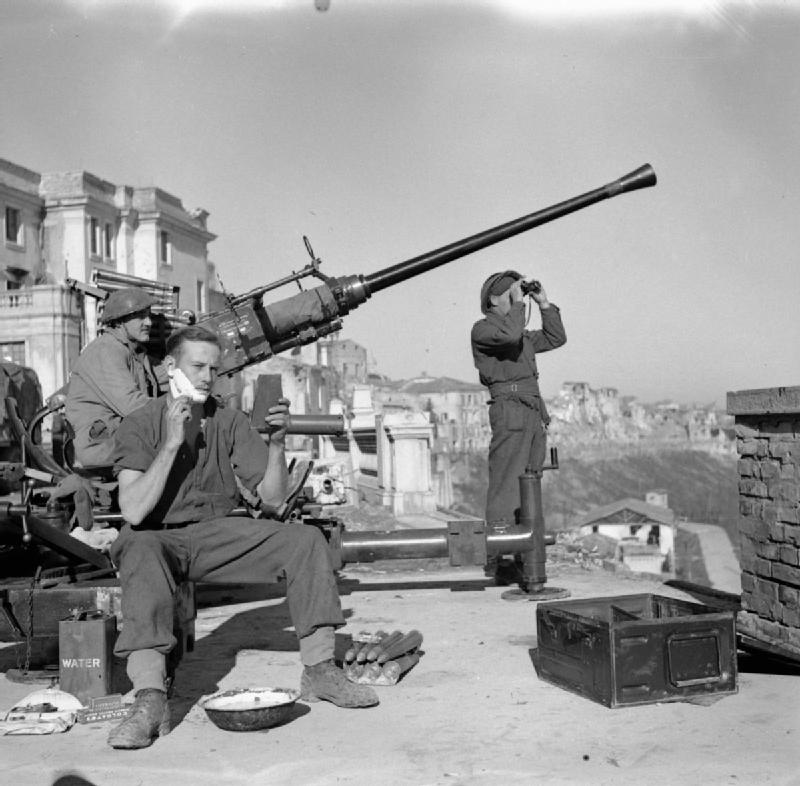
Soldati canadesi a Ortona nel 1944, in un momento di pausa

Durante la seconda guerra mondiale|secondo conflitto mondiale l'Abruzzo pagò un alto tributo di sangue. Le incursioni aeree iniziate fin dall'inverno del 1942-1943 si intensificarono in primavera e nei mesi estivi.
In Abruzzo vennero istituiti numerosi campi di internamento.
- 9 settembre 1943: il re Vittorio Emanuele III con la regina e il Maresciallo Badoglio giunge a Crecchio (CH), ospitato nel castello ducale. Il giorno seguente parte da Ortona per Brindisi. Lo Stato Maggiore si rifugia a Chieti, nel Palazzo Mezzanotte.
- 1943: il 14, 17 e 20 settembre: bombardamento di Pescara: gravi danni alla città storica di Portanuova e a Castellammare.
- 6 ottobre 1943: rivolta dei "martiri ottobrini" contro i nazisti a Lanciano.
- 21 novembre 1943: eccidio di Pietransieri a Roccaraso, da parte dei nazisti[19].
- 21 dicembre 1943: inizio della battaglia di Ortona, che termina il 28 dello stesso mese. La città, facente parte della linea Gustav, come estremo marittimo, è quasi rasa al suolo dai nazisti. Il 25 dicembre viene celebrato il cosiddetto "Natale di sangue" nella città, con sparatorie nella chiesa di Costantinopoli.
- 2-24 dicembre 1943: battaglia di Orsogna, vicino a Ortona, con quattro assalti falliti degli alleati contro i nazisti occupanti. Alla fine si deciderà lo spostamento verso il Moro a Ortona per la grande battaglia.
- 30 dicembre 1943: durante la battaglia del Sangro lungo la linea Gustav, viene rasa al suolo la città di Gessopalena. Tra la fine di ottobre e l'inizio di novembre altri borghi come Lettopalena, Taranta Peligna e Torricella Peligna avevano subito la stessa sorte della tattica della "terra bruciata", ossia la distruzione totale di interi centri da parte dei nazisti per rallentare l'avanzata degli alleati.
- Marzo 1944: bombardamento di Avezzano. In aprile c'è il bombardamento definitivo di Orsogna, che sarà liberata, ma anche distrutta, definita la "Cassino d'Abruzzo", dato che subì nel dicembre 1943 ben 4 battaglie fallimentari, con assalti e bombardamenti, da parte degli alleati per liberarla dai nazisti.

## Dal secondo dopoguerra a oggi

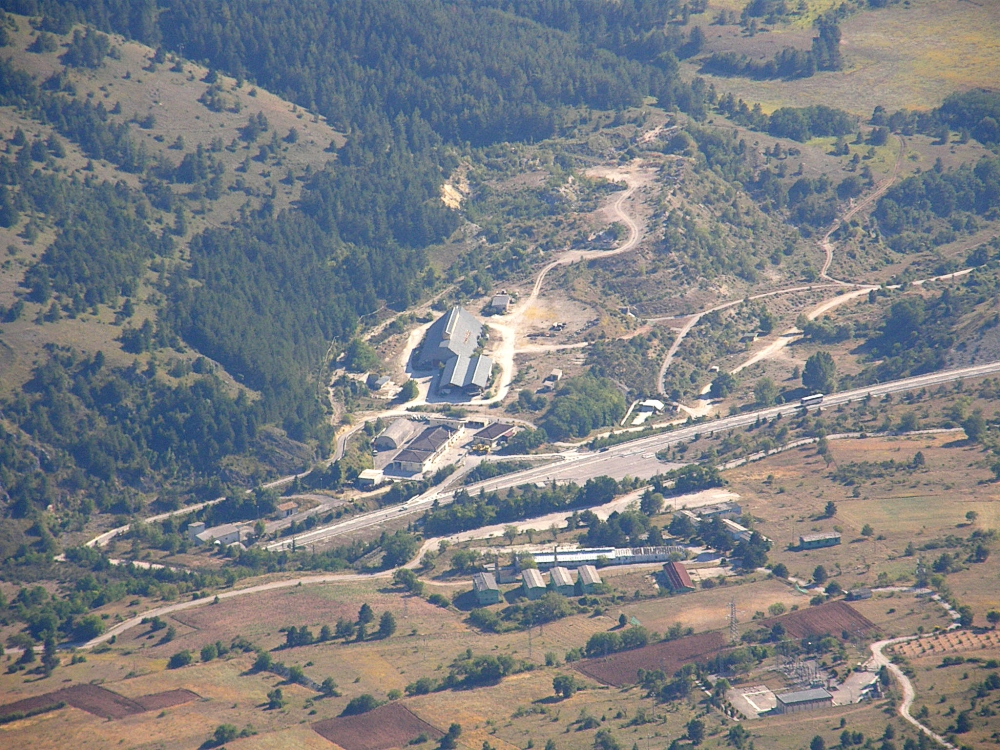
Ingresso del traforo del Gran Sasso ad Assergi

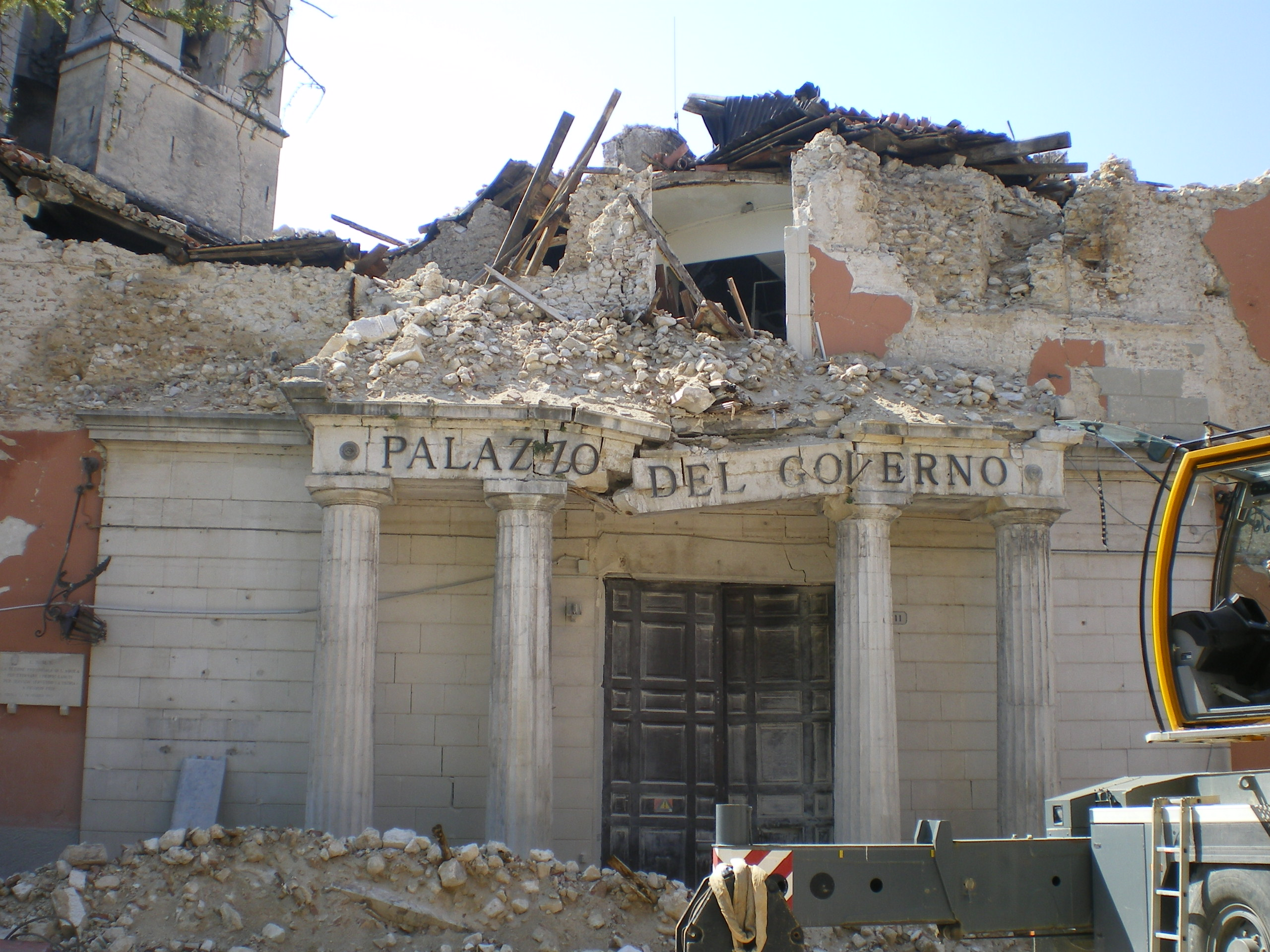
La Prefettura dell'Aquila dopo il sisma del 2009, uno dei simboli della distruzione

- 1948: decisione non attuata della costituzione della regione Abruzzi e Molise[20].
- 30 aprile 1950 - Eccidio di Celano: alcuni braccianti scesi in piazza per protestare contro il basso salario, furono freddati a colpi di arma da fuoco. La cronaca attribuì l'omicidio a ingerenze post-fasciste.
- 1950: si verifica un terremoto a Campotosto, di intensità pari all'VIII grado della scala Mercalli.
- 29 agosto 1956: a seguito di insistenti piogge e per mancanza di rete idrica adeguata, una grave frana colpisce il centro storico di Vasto, specialmente la parte più antica del rione di San Pietro. Vengono distrutti alcuni palazzi e la chiesa di San Pietro (XII secolo), viene abbattuta nel 1959 perché pericolante. Rimane oggi solo il portale in ricordo della tragedia, lungo il nuovo belvedere della via Adriatica del centro.
- 1958: terremoto all'Aquila dell'VIII grado della scala Mercalli.

- anni sessanta: emigrazione verso le città del nord-Italia
- 27 dicembre 1963: il 27 dicembre viene istituita la regione Molise. L'Abruzzo perde totalmente il territorio della Provincia di Campobasso con le città di Campobasso, Isernia, Termoli, Larino e Agnone, quest'ultima già appartenente alla provincia dell'Abruzzo Citeriore (Chieti) fino agli inizi dell'Ottocento. Le province della regione sono dell'Aquila, Teramo, Pescara e Chieti.
- 1966: inizio Autostrada A25, tratto Roma-Pescara.
- 1968: inizio del Traforo del Gran Sasso.
- 1973: inizio del tratto Roma-L'Aquila/Teramo dell'Autostrada A24.
- 1971: inizio della costruzione del comprensorio industriale Honda-Sevel nella val di Sangro (Atessa) - Costruzione in contemporanea della Strada statale 652 di Fondovalle Sangro da Fossacesia Marina.
- 1971: moti dell'Aquila contro la decisione della doppia sede L'Aquila-Pescara degli uffici regionali.
- 1982: apertura dei Laboratori Nazionali del Gran Sasso ad Assergi.
- 1984: apertura tunnel del Gran Sasso, direzione Teramo.
- 1984: Boom economico nella Marsica, con epicentro nell'area di Avezzano
- 1985: visita di papa Giovanni Paolo II ad Avezzano e al centro di Telespazio. Sosta alla chiesetta di San Pietro della Ienca di Assergi, divenuta oggi santuario di pellegrinaggi.
- 1992: istituzione del Parco Nazionale della Majella: con città amministrativa Sulmona.
- 1995: apertura del secondo tunnel del Gran Sasso, direzione L'Aquila
- 6 aprile 2009: gravissimo terremoto in Provincia dell'Aquila, con epicentro nella frazione di Roio dell'Aquila. Onna, frazione dell'Aquila, risulta uno dei luoghi con maggiori danni registrati, come pure la città dell'Aquila e le località limitrofe. L'entità è stata stimata intorno al grado 6,3 della magnitudo momento[21] (circa VIII-IX grado della scala Mercalli). 309 le vittime accertate e oltre 1.000 feriti. Il Governo Italiano ha stimato i danni in circa 12-15 miliardi di Euro.
- 2013 Consacrazione della Chiesa di San Biagio d'Amiterno a Basilica di San Giuseppe Artigiano per volere di Papa Francesco.
- 24 aprile 2015: Riapertura al pubblico di alcuni edifici civili dell'Aquila, come la Fontana delle 99 cannelle e la Basilica di San Bernardino.
- 30 ottobre 2016: terremoto di magnitudo 6.5 a Norcia con danni a Montorio al Vomano-Civitella del Tronto e Capitignano.
- 18 gennaio 2017: nuove scosse di terremoto, tre le maggiori di magnitudo 5.3, 5.5 e 5.3 tra Montereale e Campotosto, con danni contenuti. Sempre in giornata si verifica una nuova scossa di magnitudo 5.1 nei pressi di Pizzoli, vicino all'epicentro. Ugualmente a causa delle forti nevicate del gennaio[22][23], il terremoto provoca nell'Appennino centrale il distacco di una valanga in località di Rigopiano di Farindola (PE), che distrugge l'hotel ai piedi del monte, causando 29 morti. In gran parte dell'Abruzzo inoltre la neve causa un'interruzione della corrente elettrica per una settimana.